# 2007年以降の市町村合併
2007年以降の市町村合併（2007ねんいこうのしちょうそんがっぺい）では2007年以降に行われた、または行われる予定（構想レベルのものも含む）の日本の市町村合併の一覧を載せる。

## 合併済み

### 2007年
- 1月1日
  - 福島県安達郡本宮町+白沢村=本宮市（新設／市制）
- 1月22日
  - 岡山県岡山市+御津郡建部町+赤磐郡瀬戸町=岡山市（編入）
- 1月29日
  - 福岡県山門郡瀬高町+山川町+三池郡高田町=みやま市（新設／市制）
- 2月13日
  - 埼玉県熊谷市+大里郡江南町=熊谷市（編入）
- 3月11日
  - 神奈川県相模原市+津久井郡城山町+藤野町=相模原市（編入）
- 3月12日
  - 京都府相楽郡山城町+木津町+加茂町=木津川市（新設／市制）
- 3月31日
  - 栃木県宇都宮市+河内郡上河内町+河内町=宇都宮市（編入）
  - 宮崎県延岡市+東臼杵郡北川町=延岡市（編入）
- 10月1日
  - 佐賀県佐賀市+佐賀郡川副町+東与賀町+久保田町=佐賀市（編入）
  - 鹿児島県熊毛郡上屋久町+屋久町=熊毛郡屋久島町（新設）
- 12月1日
  - 鹿児島県揖宿郡頴娃町+川辺郡知覧町+川辺町=南九州市（新設／市制）

### 2008年
- 1月1日
  - 高知県高知市+吾川郡春野町=高知市（編入）
- 1月15日
  - 愛知県豊川市+宝飯郡音羽町+御津町=豊川市（編入）
- 3月21日
  - 山口県美祢市+美祢郡美東町+秋芳町=美祢市（新設）
- 4月1日
  - 新潟県村上市+岩船郡荒川町+神林村+朝日村+山北町=村上市（新設）
  - 静岡県島田市+榛原郡川根町=島田市（編入）
- 7月1日
  - 福島県福島市+伊達郡飯野町=福島市（編入）
- 10月6日
  - 熊本県熊本市+下益城郡富合町=熊本市（編入）
- 11月1日
  - 静岡県静岡市+庵原郡由比町=静岡市清水区（編入）
  - 静岡県富士市+庵原郡富士川町=富士市（編入）
  - 静岡県焼津市+志太郡大井川町=焼津市（編入）
  - 鹿児島県大口市+伊佐郡菱刈町=伊佐市（新設）

### 2009年
- 1月1日
  - 静岡県藤枝市+志太郡岡部町=藤枝市（編入）
- 3月23日
  - 栃木県真岡市+芳賀郡二宮町=真岡市（編入）
- 3月30日
  - 宮崎県日南市+南那珂郡北郷町+南郷町=日南市（新設）
- 3月31日
  - 長野県下伊那郡清内路村+阿智村=下伊那郡阿智村（編入）
- 5月5日
  - 群馬県前橋市+勢多郡富士見村=前橋市（編入）
- 6月1日
  - 群馬県高崎市+多野郡吉井町=高崎市（編入）
- 9月1日
  - 宮城県気仙沼市+本吉郡本吉町=気仙沼市（編入）
- 10月1日
  - 愛知県清須市+西春日井郡春日町=清須市（編入）
- 10月5日
  - 北海道紋別郡上湧別町+湧別町=紋別郡湧別町（新設）

### 2010年
- 1月1日
  - 岩手県宮古市+下閉伊郡川井村=宮古市（編入）
  - 長野県長野市+上水内郡信州新町+中条村=長野市（編入）
  - 滋賀県長浜市+東浅井郡虎姫町+湖北町+伊香郡高月町+木之本町+余呉町+西浅井町=長浜市（編入）
  - 福岡県前原市+糸島郡二丈町+志摩町=糸島市（新設）
- 1月16日
  - 山口県山口市+阿武郡阿東町=山口市（編入）
- 2月1日
  - 愛知県豊川市+宝飯郡小坂井町=豊川市（編入）
  - 福岡県八女市+八女郡黒木町+立花町+矢部村+星野村=八女市（編入）
- 3月8日
  - 山梨県南巨摩郡増穂町+鰍沢町=南巨摩郡富士川町（新設）
- 3月21日
  - 滋賀県近江八幡市+蒲生郡安土町=近江八幡市（新設）
- 3月22日
  - 愛知県海部郡七宝町+美和町+甚目寺町=あま市（新設／市制）
- 3月23日
  - 埼玉県加須市+北埼玉郡騎西町+北川辺町+大利根町=加須市（新設）
  - 埼玉県久喜市+南埼玉郡菖蒲町+北葛飾郡栗橋町+鷲宮町＝久喜市（新設）
  - 千葉県印西市+印旛郡印旛村+本埜村=印西市（編入）
  - 静岡県富士宮市+富士郡芝川町=富士宮市（編入）
  - 静岡県湖西市+浜名郡新居町=湖西市（編入）
  - 熊本県熊本市+下益城郡城南町+鹿本郡植木町=熊本市（編入）
  - 宮崎県宮崎市+宮崎郡清武町=宮崎市（編入）
  - 宮崎県小林市+西諸県郡野尻町=小林市（編入）
  - 鹿児島県姶良郡加治木町+姶良町+蒲生町=姶良市（新設／市制）
- 3月28日
  - 群馬県吾妻郡中之条町+六合村=吾妻郡中之条町（編入）
- 3月29日
  - 栃木県栃木市+下都賀郡大平町+藤岡町+都賀町=栃木市（新設）
- 3月31日
  - 新潟県長岡市+北魚沼郡川口町=長岡市（編入）
  - 長野県松本市+東筑摩郡波田町=松本市（編入）
  - 長崎県佐世保市+北松浦郡江迎町+鹿町町=佐世保市（編入）

### 2011年
- 4月1日
  - 愛知県西尾市+幡豆郡一色町+吉良町+幡豆町=西尾市（編入）
- 8月1日
  - 島根県松江市+八束郡東出雲町=松江市（編入）
- 9月26日
  - 岩手県一関市+東磐井郡藤沢町=一関市（編入）
- 10月1日
  - 栃木県栃木市+上都賀郡西方町=栃木市（編入）
  - 島根県出雲市+簸川郡斐川町=出雲市（編入）
- 10月11日
  - 埼玉県川口市+鳩ヶ谷市=川口市（編入）

### 2014年
- 4月5日
  - 栃木県栃木市+下都賀郡岩舟町=栃木市（編入）

## 現時点で浮上している合併構想
※カッコ内は合併種別と協議会種別。

### 休止中の法定協議会
以下は、実質的な合併協議が破綻したものの、法令に基づく廃止手続きを取っていないために、今尚存続している法定協議会である。しかし、協議が再燃しようとしている地域もある。
- 宮城県亘理町+山元町=亘理市（新設／市制）　2003年7月設置・2005年3月休止。
- 宮城県大河原町+村田町+柴田町=柴田市（新設／市制）　2008年9月設置・2009年5月休止。
- 群馬県下仁田町+南牧村=下仁田町（編入）　2004年6月設置・2004年9月休止。
- 群馬県千代田町+大泉町+邑楽町=（名称未定／新設／市制）　2004年7月設置・同年9月休止。
- 群馬県館林市+板倉町=館林市（編入／法定）　2016年6月設置。2019年1月から概ね3年間合併協議を休止。
- 静岡県沼津市+清水町=（名称・形式未定）　1966年11月設置・1967年4月休止。
- 福岡県豊前市+吉富町=（名称・形式未定）　2007年4月設置・同年8月休止。
- 大分県九重町+玖珠町=（名称・形式未定）　2003年10月設置・2004年3月休止。
- 長崎県東彼杵町+波佐見町+川棚町=（名称・形式未定）　2009年3月設置・同年8月休止
- 鹿児島県和泊町+知名町=（名称・形式未定）
- 沖縄県石垣市+竹富町=八重山市or石垣市（新設）　2005年3月設置・同月休止。

### 合併を検討している自治体
研究会・勉強会設置中の自治体など。
北海道
- 別海町+中標津町+標津町+羅臼町 - 別海町と標津町は慎重姿勢。
- 利尻町+利尻富士町
- 古平町+余市町

青森県
- 五所川原市+鶴田町 - 五所川原市は慎重姿勢。
- 五戸町+新郷村 - 五戸町は慎重姿勢。

岩手県
- 盛岡市+矢巾町+雫石町+紫波町+滝沢市
- 岩泉町+田野畑村+普代村
- 釜石市+大槌町 - 釜石市は将来的な合併を推進。
- 大船渡市+陸前高田市+住田町 - 研究会設置。

宮城県
- 塩竈市+多賀城市+富谷市+松島町+七ヶ浜町+利府町+大和町+大郷町+大衡村 - 研究会を設置

秋田県
- 五城目町+井川町+八郎潟町

山形県
- 長井市+白鷹町+飯豊町+小国町
- 米沢市+川西町
- 山形市+上山市+山辺町+中山町
- 新庄市+鮭川村

茨城県
- つくば市+土浦市 - 中核市移行を視野に勉強会を設置していたが、2017年、つくば市側からの申し入れにより解消[1]。
- 牛久市+龍ケ崎市+利根町

栃木県
- 那須烏山市+那珂川町 - 那珂川町は慎重姿勢。

群馬県
- 高崎市+玉村町 - 玉村町は慎重姿勢。
- 高崎市+藤岡市
- 桐生市+みどり市 - みどり市は慎重姿勢。

埼玉県
- 草加市+越谷市+八潮市+三郷市+吉川市+松伏町 - 政令指定都市へ移行を視野に検討。
- 加須市+羽生市 - 羽生市は加須市に合併協議を申し入れ。
- 川越市+川島町
- 毛呂山町+越生町+鳩山町 - 市制を視野に入れて連絡会を設置。

東京都
- 青梅市+福生市+羽村市+あきる野市+瑞穂町+日の出町+檜原村+奥多摩町

神奈川県
- 小田原市+南足柄市+中井町+大井町+松田町+山北町+開成町+箱根町+真鶴町+湯河原町

千葉県
- 市川市+船橋市+松戸市+野田市+柏市+流山市+我孫子市+鎌ケ谷市 - 政令指定都市へ移行も検討。
- 東金市+九十九里町+大網白里市 - 東金市は慎重姿勢。

新潟県
- 長岡市+小千谷市 - 小千谷市は慎重姿勢。
- 三条市+燕市

福井県
- 敦賀市+小浜市+美浜町+高浜町+おおい町+若狭町

長野県
- 長野市+小川村 - 小川村は慎重姿勢。
- 岡谷市+諏訪市+下諏訪町 - 諏訪市は慎重姿勢。
- 小諸市+東御市+御代田町 - 東御市は慎重姿勢。

静岡県
- 富士市+富士宮市+御殿場市+裾野市+小山町
- 御殿場市+裾野市+小山町+清水町+長泉町 - 御殿場市による合併相手に関する住民アンケートによると、小山町が93％、裾野市が78％、長泉町が32％だった。
- 富士市+富士宮市
- 藤枝市+焼津市
- 掛川市+菊川市+御前崎市

愛知県
- 名古屋市+豊明市+日進市+あま市+東郷町+長久手市+大治町
- 名古屋市+蟹江町
- 名古屋市+北名古屋市
- 小牧市+岩倉市+豊山町+大口町+扶桑町 - 勉強会を設置
- 弥富市+木曽岬町（三重県） - 木曽岬町は慎重姿勢。実現すれば越境合併となる。

滋賀県
- 草津市+守山市+栗東市
- 近江八幡市+東近江市+日野町+竜王町
- 長浜市+米原市

大阪府
- 高槻市+島本町
- 東大阪市+八尾市+柏原市
- 四條畷市+大東市

京都府
- 宇治市+城陽市+八幡市+京田辺市+久御山町+井手町+宇治田原町+木津川市+笠置町+和束町+精華町+南山城村+向日市+長岡京市+大山崎町 - そのうちの向日市・長岡京市・大山崎町は分科会を設置中。

広島県
- 大竹市+和木町（山口県） - 大竹市は将来的な和木町との合併を検討。実現すれば越境合併となる。

山口県
- 柳井市+田布施町

徳島県
松茂町+北島町+藍住町+板野町+上板町 - 板野郡地方行政研究会を設置
香川県
- 坂出市＋宇多津町

福岡県
- 北九州市+中間市
- 古賀市+宇美町+篠栗町+志免町+須恵町+新宮町+久山町+粕屋町 - 8市町で研究会を設置。
- 久留米市+小郡市+鳥栖市（佐賀県）+基山町（同） - 越境合併も視野に検討。

長崎県
- 佐世保市+小値賀町+佐々町+川棚町+波佐見町+東彼杵町 - 5町は慎重姿勢。

熊本県
- 熊本市+宇土市+宇城市+合志市+玉東町+大津町+菊陽町+西原村+益城町+御船町+嘉島町+甲佐町+山都町 - 研究会「熊本都市圏協議会」を設置し、広域連携を推進
- 荒尾市+大牟田市（福岡県） - 実現すれば越境合併となり、県内では人口第2位の都市となる。
- 荒尾市+長洲町 - 荒尾市との合併を検討。
- 玉名市+玉東町 - 玉東町は慎重姿勢。
- 玉名市+南関町

鹿児島県
- 鹿屋市+東串良町
- 大崎町+東串良町 - 大崎町は慎重姿勢。
- 肝付町+東串良町

沖縄県
- 浦添市+西原町 - 勉強会を設置

## 各都道府県の市町村合併推進構想（市町村合併試案）
- あくまで各都道府県の策定した構想であり、実現の保証はない。
- すでに合併済みのもの、協議会・研究会設置済みのものは除いた。

### 北海道・東北地方
北海道
- 江別市+当別町+新篠津村+北広島市
- 函館市+七飯町+鹿部町
- 松前町+福島町+知内町+木古内町
- 江差町+上ノ国町+厚沢部町+乙部町+奥尻町（市制）
- 長万部町+今金町+八雲町（市制）
- 島牧村+寿都町+黒松内町+蘭越町+ニセコ町+真狩村+留寿都村+喜茂別町+京極町+倶知安町（市制）
- 共和町+岩内町+泊村+神恵内村
- 積丹町+古平町+仁木町+余市町+赤井川村（市制）
- 三笠市+月形町+美唄市
- 南幌町+由仁町+長沼町+栗山町（市制）
- 滝川市+新十津川町+雨竜町
- 芦別市+赤平市
- 深川市+妹背牛町+秩父別町+北竜町+沼田町+幌加内町
- 旭川市+鷹栖町+東神楽町+当麻町+比布町+愛別町+上川町+東川町+美瑛町
- 士別市+和寒町+剣淵町
- 名寄市+下川町+美深町+音威子府村+中川町
- 富良野市+上富良野町+中富良野町+南富良野町+占冠村
- 留萌市+増毛町+小平町
- 苫前町+羽幌町+初山別村
- 遠別町+天塩町+幌延町
- 稚内市+豊富町+猿払村
- 浜頓別町+中頓別町+枝幸町
- 北見市+置戸町+訓子府町+津別町+美幌町
- 礼文町+利尻町+利尻富士町
- 網走市+斜里町+清里町+小清水町
- 湧別町+佐呂間町
- 紋別市+滝上町+興部町+西興部村+雄武町
- 苫小牧市+白老町+厚真町
- 伊達市+壮瞥町+豊浦町（合併を実施したら豊浦町は飛び地となる）
- 室蘭市+登別市
- 日高町+平取町
- 新冠町+新ひだか町（市制）
- 浦河町+様似町+えりも町
- 帯広市+音更町+芽室町+中札内村+更別村
- 大樹町+広尾町
- 士幌町+上士幌町+新得町+清水町+鹿追町（市制）
- 池田町+豊頃町+浦幌町
- 本別町+足寄町+陸別町
- 釧路市+釧路町+白糠町+鶴居村
- 厚岸町+浜中町
- 標茶町+弟子屈町
- 別海町+中標津町+標津町+羅臼町
- 2006年7月31日発表『北海道市町村合併推進構想』より

青森県
- 青森市+平内町+今別町+蓬田村+外ヶ浜町（素案中長案）
- 弘前市+黒石市+平川市+西目屋村+藤崎町+大鰐町+田舎館村+板柳町（素案中長案）
- 八戸市+おいらせ町+三戸町+五戸町+田子町+南部町+階上町+新郷村（素案中長案）
- 五所川原市+つがる市+鰺ヶ沢町+深浦町+中泊町+鶴田町（素案中長案）
- 十和田市+三沢市+野辺地町+七戸町+六戸町+横浜町+東北町+六ヶ所村（素案中長案）
- むつ市+大間町+東通村+風間浦村+佐井村（素案中長案）
- 2006年8月24日発表『青森県合併推進構想素案』より（提示案にとどまる）

岩手県
- 盛岡市+滝沢市+雫石町+紫波町+矢巾町
- 八幡平市+葛巻町+岩手町
- 一関市+平泉町
- 宮古市+山田町+岩泉町+田野畑村
- 久慈市+普代村+洋野町+野田村
- 二戸市+軽米町+九戸村+一戸町
- 2006年4月発表『岩手県における自主的な市町村の合併の推進に関する構想』より

宮城県
- 白石市+角田市+蔵王町+七ヶ宿町+大河原町+村田町+柴田町+川崎町+丸森町
- 名取市+岩沼市+亘理町+山元町
- 塩竈市+多賀城市+松島町+七ヶ浜町+利府町
- 富谷市+大和町+大郷町+大衡村
- 2006年3月30日発表『宮城県市町村合併推進構想』より

山形県
- 山形市+上山市+天童市+山辺町+中山町
- 村山市+東根市+尾花沢市+河北町+大石田町
- 寒河江市+西川町+朝日町+大江町
- 2006年3月発表『山形県市町村合併推進構想』より

### 関東地方
茨城県
- 龍ケ崎市+利根町
- 2007年8月発表『茨城県市町村合併推進審議会自主的な市町村合併の推進に関する構想（素案）』より

栃木県
- 栃木市+小山市+野木町
- 2014年7月発表『栃木県市町村合併推進構想（第2次）』より

埼玉県
- 川口市+蕨市+戸田市
- 鴻巣市+上尾市+桶川市+北本市+伊奈町
- 川越市+坂戸市+鶴ヶ島市+毛呂山町+越生町+川島町+鳩山町
  - 毛呂山町+越生町+鳩山町（上記の3市4町合併よりも優先して取り組む構想）
- 所沢市+飯能市+狭山市+入間市+日高市
- 朝霞市+志木市+和光市+新座市+富士見市+ふじみ野市+三芳町
- 東松山市+滑川町+嵐山町+小川町+吉見町+ときがわ町+東秩父村
- 春日部市+草加市+越谷市+八潮市+三郷市+吉川市+松伏町
- 加須市+羽生市+久喜市+蓮田市+幸手市+白岡市+宮代町+杉戸町
  - 久喜市+蓮田市+幸手市+白岡市+宮代町+杉戸町（上記の6市2町での合併よりも優先すべき構想）
- 熊谷市+行田市+深谷市+寄居町
- 本庄市+美里町+神川町+上里町
- 秩父市+横瀬町+皆野町+長瀞町+小鹿野町
- 2006年4月発表『埼玉県市町村合併推進構想』より

千葉県
- 成田市+富里市+栄町+神崎町+多古町+芝山町
- 佐倉市+酒々井町
- 印西市+白井市[注釈 1]
- 銚子市+旭市+匝瑳市+東庄町
- 東金市+大網白里市+九十九里町
- 山武市+横芝光町
- 勝浦市+いすみ市+大多喜町+御宿町
- 館山市+鴨川市+南房総市+鋸南町
- 木更津市+君津市+富津市+袖ケ浦市
- 2006年11月発表『千葉県市町村合併推進審議会』資料より（提示案にとどまる）

神奈川県
- 小田原市+南足柄市+中井町+大井町+松田町+山北町+開成町+箱根町+真鶴町+湯河原町
- 2007年10月発表『神奈川県における自主的な市町村の合併の推進に関する構想』より
- 相模原市+座間市+大和市+海老名市+綾瀬市

### 中部地方
山梨県
- 甲府市+甲斐市+中央市+笛吹市+昭和町
- 山梨市+甲州市
- 市川三郷町+増穂町+早川町+身延町+南部町
- 韮崎市+北杜市
- 富士吉田市+富士河口湖町+忍野村+山中湖村+鳴沢村
- 都留市+大月市+上野原市+西桂町+道志村+小菅村+丹波山村
- 2006年3月23日発表『山梨県市町村合併推進構想』より

長野県
- 長野市+小川村
- 須坂市+高山村
- 信濃町+飯綱町
- 飯山市+木島平村+野沢温泉村+栄村
- 上田市+長和町+青木村
- 佐久市+立科町+佐久穂町
- 小海町+北相木村+南相木村+南牧村+川上村
- 松本市+山形村
- 塩尻市+朝日村
- 安曇野市+麻績村+生坂村+筑北村
- 白馬村+小谷村
- 木曽町+上松町+南木曽町+木祖村+王滝村+大桑村
- 茅野市+原村
- 駒ヶ根市+飯島町+中川村+宮田村
- 飯田市+松川町+高森町+阿南町+阿智村+平谷村+根羽村+下條村+売木村+天龍村+泰阜村+喬木村+豊丘村+大鹿村
- 2007年10月発表『長野県市町村合併審議会資料』より（提示案にとどまる）

静岡県
- 袋井市+森町
- 御殿場市+小山町
- 沼津市+三島市+裾野市+函南町+清水町+長泉町
- 2007年5月17日発表『静岡県第3次市町村合併推進構想』より

### 近畿地方
滋賀県
- 彦根市+豊郷町+甲良町+多賀町
- 近江八幡市+竜王町
- 2006年9月発表『滋賀県市町合併推進審議会』資料より（提示案にとどまる）

奈良県
- 奈良市+山添村
- 天理市+川西町+三宅町+田原本町
- 桜井市+宇陀市+曽爾村+御杖村
- 平群町+斑鳩町+安堵町
- 三郷町+上牧町+王寺町+河合町
- 橿原市+高取町+明日香村
- 大和高田市+御所市+香芝市+葛城市+広陵町
- 五條市+野迫川村+十津川村
- 吉野町+大淀町+下市町+黒滝村+天川村+下北山村+上北山村+川上村+東吉野村
- 2006年3月発表『奈良県市町村合併推進構想』より

和歌山県
- 橋本市+かつらぎ町+九度山町+高野町
- 有田市+湯浅町+広川町+有田川町
- 御坊市+美浜町+日高町+由良町+印南町
- 田辺市+上富田町
- 白浜町+すさみ町
- 新宮市+那智勝浦町+太地町+古座川町+北山村+串本町
- 2006年2月14日発表『和歌山県市町村合併推進構想』より

### 中国・四国地方
山口県
- 山口市+防府市
- 宇部市+山陽小野田市
- 周南市+下松市+光市
- 萩市+阿武町
- 岩国市+和木町
- 柳井市+田布施町+平生町+上関町+周防大島町
- 2006年5月発表『山口県市町村合併推進構想（素案）』より

徳島県
- 徳島市+小松島市+勝浦町+上勝町+佐那河内村+石井町+神山町+松茂町+北島町+藍住町+板野町+上板町
  - 徳島市+小松島市+勝浦町+上勝町+佐那河内村+石井町+神山町
  - 鳴門市+松茂町+北島町+藍住町+板野町+上板町
- 牟岐町+美波町+海陽町
- 2007年発表『徳島県市町村合併推進審議会』資料より（提示案にとどまる）

高知県
- 室戸市+安芸市+東洋町+奈半利町+田野町+安田町+北川村+馬路村+芸西村
- 南国市+香南市+香美市
- 高知市+本山町+大豊町+土佐町+大川村
  - 本山町+大豊町+土佐町+大川村（上記1市5町村での合併よりも優先すべき構想）
- 土佐市+いの町+仁淀川町+佐川町+越知町+日高村
  - 土佐市+佐川町+越知町+日高村（上記1市5町村合併よりも優先して取り組む構想）
- 須崎市+中土佐町+檮原町+津野町+四万十町
- 宿毛市+土佐清水市+四万十市+大月町+三原村+黒潮町
  - 宿毛市+土佐清水市+大月町+三原村（上記3市3町村での合併よりも優先すべき構想）
- 2006年10月26日発表『高知県市町村合併推進審議会 答申案』より

### 九州地方
福岡県
- 古賀市+福津市+宗像市+新宮町
- 宇美町+篠栗町+志免町+須恵町+久山町+粕屋町
- 中間市+芦屋町+岡垣町+遠賀町+水巻町
- 直方市+宮若市+小竹町+鞍手町
- 飯塚市+嘉麻市+桂川町
- 朝倉市+筑前町+東峰村
- 小郡市+大刀洗町
- 大川市+大木町
- 田川市+香春町+添田町+糸田町+川崎町+大任町+赤村+福智町
- 行橋市+苅田町+みやこ町
- 豊前市+吉富町+上毛町+築上町
  - 豊前市+吉富町 - 県知事が合併勧告をするも協議会設置を見送った。
- 2008年1月16日発表『福岡県市町村合併推進審議会』資料より（提示案にとどまる）

長崎県
- 佐世保市+佐々町+東彼杵町+波佐見町+川棚町
  - 川棚町+波佐見町+東彼杵町
- 2007年9月発表『長崎県市町合併推進構想』より

宮崎県
- 延岡市+高千穂町+日之影町+五ヶ瀬町
- 日向市+門川町+諸塚村+椎葉村+美郷町
- 西都市+高鍋町+新富町+西米良村+木城町+川南町+都農町
- 宮崎市+国富町+綾町
- 都城市+三股町
- 小林市+えびの市+高原町
- 日南市+串間市
- 2006年4月7日発表『宮崎県市町村合併推進構想』より

鹿児島県
- 西之表市+中種子町+南種子町
- 和泊町+知名町
- 2006年3月28日発表『鹿児島県市町村合併推進構想』より

沖縄県
- 国頭村+大宜味村+東村
- 名護市+本部町+今帰仁村
- 伊平屋村+伊是名村
- 金武町+宜野座村
- 嘉手納町+北谷町+読谷村
- 宜野湾市+北中城村+中城村
- 浦添市+西原町
- 那覇市+与那原町+南風原町+渡嘉敷村+座間味村+粟国村+渡名喜村
- 2006年3月28日発表『沖縄県市町村合併推進構想』より